# Phytomyza manni
Phytomyza manni este o specie de muște din genul Phytomyza, familia Agromyzidae, descrisă de Spencer în anul 1986.
Este endemică în Colorado. Conform Catalogue of Life specia Phytomyza manni nu are subspecii cunoscute.